# ایزیکوویتسه (استان اوپوله)
ایزیکوویتسه (به لهستانی: Idzikowice) یک منطقهٔ مسکونی در لهستان است که در گمینا ویلکوو (استان اوپوله) واقع شده‌است.